# Histiophryne
Histiophryne is een geslacht van straalvinnige vissen uit de familie van voelsprietvissen (Antennariidae).

## Soorten
- Histiophryne bougainvilli (Valenciennes, 1837)
- Histiophryne cryptacanthus (Weber, 1913)
- Histiophryne maggiewalker Arnold & Pietsch, 2011
- Histiophryne pogonius Arnold, 2012
- Histiophryne psychedelica Pietsch, Arnold & Hall, 2009